# Chryzostom (Sklifas)
Chryzostom, imię świeckie Christos Sklifas (ur. 1958 w Luka) – duchowny Greckiego Kościoła Prawosławnego, od 2005 metropolita Patras.

## Życiorys
Święcenia diakonatu przyjął w 1981, a prezbiteratu w 1983. Chirotonię biskupią otrzymał 20 lutego 2005.